# Veľké Leváre
Veľké Leváre (do roku 1927 Velké Leváry) jsou obec na Slovensku v okrese Malacky. Žije v ní přibližně 3 800 obyvatel. První písemná zmínka o vesnici pochází z roku 1378.

## Pamětihodnosti
V obci stojí kostel Jména Panny Marie, postavený v roce 1733 jako památník vítězství nad Turky. Na jihozápadním okraji obce se nachází Habánský dvůr, památková rezervace lidové architektury. V katastrálním území obce leží národní přírodní rezervace Abrod.

## Osobnosti
- Gustav Brom (Frkal) (1921–1995), český kapelník, dirigent, zpěvák
- Ladislav Slovák (1919–1999), dirigent
- Anton Štefánek (1877–1964), politik a zakladatel slovenské sociologie
- Pavol Višňovský (* 1960), herec